# Somprasong Promsorn
Somprasong Promsorn (thailändisch สมประสงค์ พรมศร, * 30. Mai 1997 in Ubon Ratchathani) ist ein thailändischer Fußballspieler.

## Karriere
Somprasong Promsorn erlernte das Fußballspielen in der Sisaket Sports School in Sisaket. 2015 wechselte er als Jugendspieler nach England zum Leicester City. Der Eigentümer des Vereins, der thailändische Geschäftsmann Vichai Srivaddhanaprabha holte talentierte Jugendspieler aus Thailand nach Leicester um sie dort ausbilden zu lassen. 2018 wechselte er nach Belgien zu den Oud-Heverlee Löwen, deren Besitzer ebenfalls Vichai Srivaddhanaprabha war. Die Rückserie der Saison 2018 wurde er an den thailändischen Erstligisten Port FC ausgeliehen. Mit dem Verein aus der Hauptstadt Bangkok spielte er zweimal in der Thai League. Nach Vertragsende in Belgien wechselte er zum thailändischen Zweitligisten Khon Kaen FC nach Khon Kaen. Für Khon Kaen bestritt er 47 Ligaspiele. Im Juli 2021 wechselte er zum Drittligisten Ubon Kruanapat FC nach Ubon Ratchathani. Mit Ubon spielte er in der North/Eastern Region der Liga. Mitte Dezember 2021 verpflichtete ihn der ebenfalls in der North/Eastern Region spielende Sisaket FC. Für den Verein aus Sisaket bestritt er 20 Drittligaspiele. Am Ende der Saison wurde er mit Sisaket Vizemeister der Region. In den Aufstiegsspielen zur zweiten Liga konnte man sich jedoch nicht durchsetzen. Am 1. August 2022 nahm ihn der Bangkoker Zweitligist Raj-Pracha FC unter Vertrag. Für den Hauptstadtverein absolvierte er neun Zweitligaspiele. Nach der Hinserie wechselte er im Dezember 2022 in die dritte Liga. Hier schloss er sich dem Phitsanulok FC an. Mit dem Verein aus Phitsanulok spielte er in der Northern Region der Liga. Am Ende der Saison 2022/23 wurde er mit dem Verein Meister der Region. In den Aufstiegsspielen zur zweiten Liga konnte man sich jedoch nicht durchsetzen.

## Erfolge
Phitsanulok FC
- Thai League 3 – North: 2022/23